# Eurytoma brunneipennis
Eurytoma brunneipennis är en stekelart som beskrevs av Crawford 1910. Eurytoma brunneipennis ingår i släktet Eurytoma och familjen kragglanssteklar.
Artens utbredningsområde är Filippinerna. Inga underarter finns listade i Catalogue of Life.